# حبيل السمسرة (حالمين)

تعديل مصدري - تعديل

حبيل السمسرة هي إحدى قرى عزلة حبيل الريدة بمديرية حالمين التابعة لمحافظة لحج، بلغ تعداد سكانها 156 نسمة حسب تعداد اليمن لعام 2004.